# Mestna lastovka
Mestna lastovka (znanstveno ime Delichon urbicum) je vrsta ptic iz družine lastovk, ki gnezdi v vsej Evropi in v Severni Afriki ter Srednji Aziji, prezimuje pa večinoma v podsaharski Afriki. Znana je kot pogosta prebivalka kulturne krajine, kjer lovi žuželke v letu in gradi gnezda pod napušči streh ter podobnih krajih v človekovi bližini.

## Opis
Odrasli v dolžino zrastejo 13,5 do 15 cm, premer peruti pa znaša 26–29 cm.
Ima dvobarvno, črno-belo operjenost s črnim hrbtnim delom telesa in belim trebušnim. Tudi trtica je bela, po čemer lahko mestno lastovko najzanesljiveje ločimo od ostalih evropskih lastovk. Perje na glavi, vratu in pri bazi peruti ima moder lesk. Rep je črn in rahlo škarjaste oblike, ob zadrževanju na tleh pa so opazne tudi belo operjene noge, podobno kot pri nekaterih divjih kurah. Samice so po trebušnem delu rahlo manj bleščeče bele kot samci, sicer pa se spola se po operjenosti praktično ne ločita. Mladostni osebki še rahlo rjavkast trebušni del. Tudi pri osebkih izven gnezditvenega obdobja je ta del bolj sivkast.
Oglašajo se z melodičnim čebljanjem, ki je ob vznemirjenju bolj rezko.

## Ekologija in razširjenost
Zadržuje se v odprti krajini vključno s kmetijskimi površinami in človeškimi naselji, kjer lovi plen v zraku, skoraj izključno majhne žuželke, kot so manjši dvokrilci, listne uši in kožekrilci. V naravi gradijo gnezda v pečinah, pogosto v manjših ali večjih kolonijah, v človekovi bližini pa pod napušči stavb, redkeje pod mostovi ali v notranjih prostorih. Gnezdo je zaprta skodela iz blata, obložena z rastlinskimi vlakni ter perjem in vhodom pri vrhu. Gradita ga oba partnerja, ki družno tudi skrbita za zarod.
Gnezdi v vsej Evropi od nižin do visokogorij 2000 m nad morjem, v Srednji Aziji pa tudi v višavjih do 4500 m nadmorske višine. Tudi v Sloveniji je splošno razširjena gnezdilka, najštevilčneje v nižinah in gričevjih. Jeseni po koncu gnezditve se združuje v jate po več sto do več tisoč osebkov in se med septembrom ter oktobrom odseli proti jugu – večinoma v podsaharsko Afriko, lastovke iz vzhodnih populacij pa lahko tudi v jugozahodni Aziji in na jugu Indijske podceline. Večinoma se leto za letom vračajo na isto gnezdišče, kamor prispejo med aprilom in majem. Domnevno zaradi podnebnih sprememb se evropske lastovke v zadnjih desetletjih v povprečju kasneje odselijo in prej vračajo.
Populacija je velika in ima veliko območje razširjenosti, zato po merilih Svetovne zveze za varstvo narave ne velja za ogroženo, lahko pa prihaja do večjih lokalnih nihanj v nekaterih okoljih.